# Кубакаєв Тімірай Кубакаєвич
Тімірай Кубакаєвич Кубакаєв (1919—1943) — командир взводу автоматників 130-го гвардійського стрілецького полку 44-ї гвардійської стрілецької дивізії 1-ї гвардійської армії Південно-Західного фронту, гвардії молодший сержант. Герой Радянського Союзу.

## Біографія
Народився 1 липня 1919 року в селі Тюльді, нині Калтасинського району Башкортостану, в селянській родині. Марієць.
Закінчив неповну середню школу. Працював трактористом у рідному селі, потім сплавщиком лісу.
В Червону Армію призваний у 1942 році Калтасинським райвійськкоматом Башкирської АРСР. У боях Другої світової війни з 1942 року.
Командир взводу автоматників 130-го гвардійського стрілецького полку комсомолець гвардії молодший сержант Кубакаєв у бою 15 січня 1943 році в складі групи з 13 бійців утримував 3 будинки на околиці пристанційного селища Донський (нині станція Красновка Тарасовського району Ростовської області). Коли гітлерівці підпалили ці будинки, воїни продовжували вести вогонь. Загинув у цьому бою.
Похований у братской могиле на станції Красновка.

## Нагороди
- Указом Президії Верховної Ради СРСР від 31 березня 1943 року за зразкове виконання завдань командування і проявлені мужність і героїзм у боях з німецько-фашистськими загарбниками гвардії молодшому сержантові Кубакаєву Тіміраю Кубакаєвичу посмертно присвоєно звання Героя Радянського Союзу[1].
- Орден Леніна (31.03.1943).
- Медаль «За бойові заслуги» (30.12.1942).

## Пам'ять
- Біля перону станції Красновка встановлено пам'ятник 13-ти Героїв.
- У Москві в Центральному музеї Збройних Сил обладнаний стенд «Тринадцять Героїв Красновки».
- В районному центрі Башкортостану — селі Калтаси — у парку Перемоги, споруджено пам'ятник Т. К. Кубакаєву[2].
- Ім'я Героя носить школа в його рідному селі Тюльді, де земляки встановили йому пам'ятну дошку[3][4].
- Матеріали про Тімірая Кубакава зберігаються в шкільному музеї Бабаєвськой середньої загальноосвітньої школи.